# کایانگت
کایانگت (به اسپانیایی: Callangate) یک کوه در پرو است که در منطقه کوسکو واقع شده‌است. کایانگت ۶٬۱۱۰ متر بالاتر از سطح دریا واقع شده‌است.